# Catolaccus fragariae
Catolaccus fragariae är en stekelart som beskrevs av Sievert Allen Rohwer 1934. Catolaccus fragariae ingår i släktet Catolaccus och familjen puppglanssteklar. Inga underarter finns listade.